# Щебланова, Елена Георгиевна
Елена Георгиевна Щебланова (4 июня 1921, Курск — 26 апреля 2015) — советский партийный деятель, первый секретарь Стерлитамакского горкома КПСС (1966—1985).

## Биография
Родилась 4 июня 1921 года в Курске. Окончила Казанский химико-технологический университет.
С 1949 года работала на Стерлитамакском содовом заводе заведующей лабораторией, начальником участка ОТК, с 1962 года секретарём парткома.
С 1965 года второй, с 1966 по 1985 год первый секретарь Стерлитамакского горкома КПСС. В период её руководства Стерлитамак стал крупным промышленным центром, жильё барачного типа заменено на благоустроенные пятиэтажки.
Делегат XXIV (1971) и XXVI (1981) съездов КПСС.
С 1985 года на пенсии. Умерла 26 апреля 2015 года.

## Награды
- Орден Ленина
- Два ордена Трудового Красного Знамени
- Почётный гражданин Стерлитамака (1996)